# Liste der Nummer-eins-Hits in Südkorea (2017)
Dies ist eine Liste der Nummer-eins-Hits in Südkorea im Jahr 2017, basierend auf den offiziellen Gaon Charts. Für die erste Oktoberwoche sind Singles-, aber keine Albumcharts verfügbar.

## Singles
| ← 2016 ← | Liste der Nummer-eins-Hits in Südkorea | Liste der Nummer-eins-Hits in Südkorea                         | Liste der Nummer-eins-Hits in Südkorea                      | 2018 →                    |
| \| Zeitraum \| Wo. ges. \| Interpret \| Titel Autor(en) \| Zusätzliche Informationen \| \| (Zeitraum, Wochen auf Platz eins, Interpret, Titel, Autor[en], zusätzliche Informationen) \| \| \| \| \| \| ----------------------------------------------------------------------------------------- \| -------- \| -------------------------------------------------------------- \| ----------------------------------------------------------- \| ------------------------- \| \| 1. Januar 2017 – 7. Januar 2017 1 Woche \| 1 \| Hwang Kwang-hee X Gaeko feat. Oh Hyuk 황광희 X 개코 feat. 오혁 \| Your Night 당신의 밤 \| – \| \| 8. Januar 2017 – 28. Januar 2017 3 Wochen \| 3 \| Ailee 에일리 \| I Will Go to You Like the First Snow 첫눈처럼 너에게 가겠다 \| – \| \| 29. Januar 2017 – 4. Februar 2017 1 Woche \| 1 \| Zion.T 자이언티 \| The Song 노래 \| – \| \| 5. Februar 2017 – 11. Februar 2017 1 Woche \| 1 \| Block B 블락비 \| Yesterday \| – \| \| 12. Februar 2017 – 18. Februar 2017 1 Woche \| 1 \| BTS 방탄소년단 \| Spring Day 봄날 \| – \| \| 19. Februar 2017 – 25. Februar 2017 1 Woche \| 1 \| Twice 트와이스 \| Knock Knock \| – \| \| 26. Februar 2017 – 11. März 2017 2 Wochen \| 2 \| Taeyeon 태연 \| Fine \| – \| \| 12. März 2017 – 18. März 2017 1 Woche \| 1 \| Jung Key feat. Wheein of Mamamoo 정키 feat. 휘인 of 마마무 \| Anymore 부담이 돼 \| – \| \| 19. März 2017 – 25. März 2017 1 Woche \| 1 \| Highlight 하이라이트 \| Plz Don’t Be Sad 얼굴 찌푸리지 말아요 \| – \| \| 26. März 2017 – 1. April 2017 1 Woche \| 1 \| IU 아이유 \| Through the Night 밤편지 \| – \| \| 2. April 2017 – 8. April 2017 1 Woche \| 1 \| Winner 위너 \| Really Really \| – \| \| 9. April 2017 – 15. April 2017 1 Woche \| 1 \| IU (with Oh Hyuk) 아이유 (with 오혁) \| Can’t Love You Anymore 사랑이 잘 \| – \| \| 16. April 2017 – 29. April 2017 2 Wochen \| 2 \| IU (feat. G-Dragon) 아이유 (feat. 권지용) \| Palette 팔레트 \| – \| \| 30. April 2017 – 6. Mai 2017 1 Woche \| 1 \| Sechskies 젝스키스 \| Be Well 아프지 마요 \| – \| \| 7. Mai 2017 – 13. Mai 2017 1 Woche \| 1 \| Psy 싸이 \| I Luv It \| – \| \| 14. Mai 2017 – 27. Mai 2017 2 Wochen \| 2 \| Twice \| Signal \| – \| \| 28. Mai 2017 – 3. Juni 2017 1 Woche \| 1 \| Sistar 씨스타 \| Lonely \| – \| \| 4. Juni 2017 – 10. Juni 2017 1 Woche \| 1 \| G-Dragon 권지용 \| Untitled (2014) 무제(無題) \| – \| \| 11. Juni 2017 – 24. Juni 2017 2 Wochen \| 2 \| Bolbbalgan4 & 20 Years of Age 볼빨간사춘기, 스무살 \| We Loved 남이 될 수 있을까 \| – \| \| 25. Juni 2017 – 1. Juli 2017 1 Woche \| 1 \| Heize 헤이즈 \| Don’t Know You 널 너무 모르고 \| – \| \| 2. Juli 2017 – 8. Juli 2017 1 Woche \| 1 \| Heize feat. Shin Yong Jae 헤이즈 feat. 신용재 \| You, Clouds, Rain 비도 오고 그래서 \| – \| \| 9. Juli 2017 – 15. Juli 2017 1 Woche \| 1 \| Red Velvet 레드벨벳 \| Red Flavor 빨간 맛 \| – \| \| 16. Juli 2017 – 5. August 2017 3 Wochen (insgesamt 4) \| 4 \| Exo \| Ko Ko Bop \| – \| \| 6. August 2017 – 12. August 2017 1 Woche \| 1 \| Wanna One 워너원 \| Energetic 에너제틱 \| – \| \| 13. August 2017 – 19. August 2017 1 Woche (insgesamt 4) \| 4 \| Exo \| Ko Ko Bop \| – \| \| 20. August 2017 – 26. August 2017 1 Woche \| 1 \| Yoon Jong Shin 윤종신 \| Jon-ni 좋니 \| – \| \| 27. August 2017 – 2. September 2017 1 Woche \| 1 \| Sunmi 선미 \| Gashina 가시나 \| – \| \| 3. September 2017 – 16. September 2017 2 Wochen \| 2 \| Woo Won-jae feat. Loco & Gray 우원재 feat. 로꼬 & Gray \| Sicha (We Are) 시차 \| – \| \| 17. September 2017 – 23. September 2017 1 Woche \| 1 \| IU 아이유 \| Gaeul achim (Autumn Morning) 가을 아침 \| – \| \| 24. September 2017 – 30. September 2017 1 Woche \| 1 \| Sechskies 젝스키스 \| Something Special 특별해 \| – \| \| 1. Oktober 2017 – 7. Oktober 2017 1 Woche \| 1 \| Bolbbalgan4 볼빨간 사춘기 \| Sseom Talkkeoya (Some) 썸 탈꺼야 \| – \| \| 8. Oktober 2017 – 14. Oktober 2017 1 Woche \| 1 \| Nu’est W 뉴이스트 W \| Where You At \| – \| \| 15. Oktober 2017 – 21. Oktober 2017 1 Woche \| 1 \| Sechskies 젝스키스 \| Something Special 특별해 \| – \| \| 22. Oktober 2017 – 28. Oktober 2017 1 Woche \| 1 \| Epik High feat. IU 에픽하이 feat. 아이유 \| Love Story 연애소설 \| – \| \| 29. Oktober 2017 – 4. November 2017 1 Woche \| 1 \| Twice \| Likey \| – \| \| 5. November 2017 – 11. November 2017 1 Woche \| 1 \| Urban Zakapa 어반 자카파 \| When We Were Two 그때의 나, 그때의 우리 \| – \| \| 12. November 2017 – 18. November 2017 1 Woche \| 1 \| Wanna One 워너원 \| Beautiful \| – \| \| 19. November 2017 – 25. November 2017 1 Woche \| 1 \| Yoon Jong Shin & Minseo 윤종신, 민서 \| Yes 좋아 \| – \| \| 26. November 2017 – 2. Dezember 2017 1 Woche \| 1 \| Naul 나얼 \| Emptiness in Memory 기억의 빈자리 \| – \| \| 3. Dezember 2017 – 9. Dezember 2017 1 Woche \| 1 \| Zion.T feat. Lee Moon-Sae 자이언티 feat. 이문세 \| Snow 눈 \| – \| \| 10. Dezember 2017 – 16. Dezember 2017 1 Woche \| 1 \| Twice 트와이스 \| Heart Shaker \| – \| \| 17. Dezember 2017 – 23. Dezember 2017 1 Woche \| 1 \| Jonghyun feat. Taeyeon 종현 feat. 태연 \| Lonely \| – \| \| 24. Dezember 2017 – 30. Dezember 2017 1 Woche \| 1 \| Dean \| instagram \| – \| |                                        |                                                                |                                                             |                           |
| ← 2016 |                                        |                                                                |                                                             | → 2018 →                  |
| Zeitraum | Wo. ges.                               | Interpret                                                      | Titel Autor(en)                                             | Zusätzliche Informationen |
| (Zeitraum, Wochen auf Platz eins, Interpret, Titel, Autor[en], zusätzliche Informationen) |                                        |                                                                |                                                             |                           |
| 1. Januar 2017 – 7. Januar 2017 1 Woche | 1                                      | Hwang Kwang-hee X Gaeko feat. Oh Hyuk 황광희 X 개코 feat. 오혁 | Your Night 당신의 밤                                        | –                         |
| 8. Januar 2017 – 28. Januar 2017 3 Wochen | 3                                      | Ailee 에일리                                                   | I Will Go to You Like the First Snow 첫눈처럼 너에게 가겠다 | –                         |
| 29. Januar 2017 – 4. Februar 2017 1 Woche | 1                                      | Zion.T 자이언티                                                | The Song 노래                                               | –                         |
| 5. Februar 2017 – 11. Februar 2017 1 Woche | 1                                      | Block B 블락비                                                 | Yesterday                                                   | –                         |
| 12. Februar 2017 – 18. Februar 2017 1 Woche | 1                                      | BTS 방탄소년단                                                 | Spring Day 봄날                                             | –                         |
| 19. Februar 2017 – 25. Februar 2017 1 Woche | 1                                      | Twice 트와이스                                                 | Knock Knock                                                 | –                         |
| 26. Februar 2017 – 11. März 2017 2 Wochen | 2                                      | Taeyeon 태연                                                   | Fine                                                        | –                         |
| 12. März 2017 – 18. März 2017 1 Woche | 1                                      | Jung Key feat. Wheein of Mamamoo 정키 feat. 휘인 of 마마무     | Anymore 부담이 돼                                           | –                         |
| 19. März 2017 – 25. März 2017 1 Woche | 1                                      | Highlight 하이라이트                                           | Plz Don’t Be Sad 얼굴 찌푸리지 말아요                       | –                         |
| 26. März 2017 – 1. April 2017 1 Woche | 1                                      | IU 아이유                                                      | Through the Night 밤편지                                    | –                         |
| 2. April 2017 – 8. April 2017 1 Woche | 1                                      | Winner 위너                                                    | Really Really                                               | –                         |
| 9. April 2017 – 15. April 2017 1 Woche | 1                                      | IU (with Oh Hyuk) 아이유 (with 오혁)                           | Can’t Love You Anymore 사랑이 잘                            | –                         |
| 16. April 2017 – 29. April 2017 2 Wochen | 2                                      | IU (feat. G-Dragon) 아이유 (feat. 권지용)                      | Palette 팔레트                                              | –                         |
| 30. April 2017 – 6. Mai 2017 1 Woche | 1                                      | Sechskies 젝스키스                                             | Be Well 아프지 마요                                         | –                         |
| 7. Mai 2017 – 13. Mai 2017 1 Woche | 1                                      | Psy 싸이                                                       | I Luv It                                                    | –                         |
| 14. Mai 2017 – 27. Mai 2017 2 Wochen | 2                                      | Twice                                                          | Signal                                                      | –                         |
| 28. Mai 2017 – 3. Juni 2017 1 Woche | 1                                      | Sistar 씨스타                                                  | Lonely                                                      | –                         |
| 4. Juni 2017 – 10. Juni 2017 1 Woche | 1                                      | G-Dragon 권지용                                                | Untitled (2014) 무제(無題)                                  | –                         |
| 11. Juni 2017 – 24. Juni 2017 2 Wochen | 2                                      | Bolbbalgan4 & 20 Years of Age 볼빨간사춘기, 스무살             | We Loved 남이 될 수 있을까                                  | –                         |
| 25. Juni 2017 – 1. Juli 2017 1 Woche | 1                                      | Heize 헤이즈                                                   | Don’t Know You 널 너무 모르고                               | –                         |
| 2. Juli 2017 – 8. Juli 2017 1 Woche | 1                                      | Heize feat. Shin Yong Jae 헤이즈 feat. 신용재                  | You, Clouds, Rain 비도 오고 그래서                          | –                         |
| 9. Juli 2017 – 15. Juli 2017 1 Woche | 1                                      | Red Velvet 레드벨벳                                            | Red Flavor 빨간 맛                                          | –                         |
| 16. Juli 2017 – 5. August 2017 3 Wochen (insgesamt 4) | 4                                      | Exo                                                            | Ko Ko Bop                                                   | –                         |
| 6. August 2017 – 12. August 2017 1 Woche | 1                                      | Wanna One 워너원                                               | Energetic 에너제틱                                          | –                         |
| 13. August 2017 – 19. August 2017 1 Woche (insgesamt 4) | 4                                      | Exo                                                            | Ko Ko Bop                                                   | –                         |
| 20. August 2017 – 26. August 2017 1 Woche | 1                                      | Yoon Jong Shin 윤종신                                          | Jon-ni 좋니                                                 | –                         |
| 27. August 2017 – 2. September 2017 1 Woche | 1                                      | Sunmi 선미                                                     | Gashina 가시나                                              | –                         |
| 3. September 2017 – 16. September 2017 2 Wochen | 2                                      | Woo Won-jae feat. Loco & Gray 우원재 feat. 로꼬 & Gray         | Sicha (We Are) 시차                                         | –                         |
| 17. September 2017 – 23. September 2017 1 Woche | 1                                      | IU 아이유                                                      | Gaeul achim (Autumn Morning) 가을 아침                      | –                         |
| 24. September 2017 – 30. September 2017 1 Woche | 1                                      | Sechskies 젝스키스                                             | Something Special 특별해                                    | –                         |
| 1. Oktober 2017 – 7. Oktober 2017 1 Woche | 1                                      | Bolbbalgan4 볼빨간 사춘기                                      | Sseom Talkkeoya (Some) 썸 탈꺼야                            | –                         |
| 8. Oktober 2017 – 14. Oktober 2017 1 Woche | 1                                      | Nu’est W 뉴이스트 W                                            | Where You At                                                | –                         |
| 15. Oktober 2017 – 21. Oktober 2017 1 Woche | 1                                      | Sechskies 젝스키스                                             | Something Special 특별해                                    | –                         |
| 22. Oktober 2017 – 28. Oktober 2017 1 Woche | 1                                      | Epik High feat. IU 에픽하이 feat. 아이유                       | Love Story 연애소설                                         | –                         |
| 29. Oktober 2017 – 4. November 2017 1 Woche | 1                                      | Twice                                                          | Likey                                                       | –                         |
| 5. November 2017 – 11. November 2017 1 Woche | 1                                      | Urban Zakapa 어반 자카파                                       | When We Were Two 그때의 나, 그때의 우리                     | –                         |
| 12. November 2017 – 18. November 2017 1 Woche | 1                                      | Wanna One 워너원                                               | Beautiful                                                   | –                         |
| 19. November 2017 – 25. November 2017 1 Woche | 1                                      | Yoon Jong Shin & Minseo 윤종신, 민서                           | Yes 좋아                                                    | –                         |
| 26. November 2017 – 2. Dezember 2017 1 Woche | 1                                      | Naul 나얼                                                      | Emptiness in Memory 기억의 빈자리                           | –                         |
| 3. Dezember 2017 – 9. Dezember 2017 1 Woche | 1                                      | Zion.T feat. Lee Moon-Sae 자이언티 feat. 이문세                | Snow 눈                                                     | –                         |
| 10. Dezember 2017 – 16. Dezember 2017 1 Woche | 1                                      | Twice 트와이스                                                 | Heart Shaker                                                | –                         |
| 17. Dezember 2017 – 23. Dezember 2017 1 Woche | 1                                      | Jonghyun feat. Taeyeon 종현 feat. 태연                         | Lonely                                                      | –                         |
| 24. Dezember 2017 – 30. Dezember 2017 1 Woche | 1                                      | Dean                                                           | instagram                                                   | –                         |

## Alben
| ← 2016 ← | Liste der Nummer-eins-Hits in Südkorea | Liste der Nummer-eins-Hits in Südkorea | Liste der Nummer-eins-Hits in Südkorea                          | 2018 → |
| \| Zeitraum \| Wo. ges. \| Interpret \| Titel \| Zusätzliche Informationen \| \| (Zeitraum, Wochen auf Platz eins, Interpret, Titel, zusätzliche Informationen) \| \| \| \| \| \| ------------------------------------------------------------------------------ \| -------- \| ------------------------ \| --------------------------------------------------------------- \| ------------------------------------------------------------------------------------------------------------------------------------------------------------------------------------------------------------------------------------------------------------------------------------------------------------------------------------------------------------------------------------------------------------------- \| \| 1. Januar 2017 – 7. Januar 2017 1 Woche \| 1 \| Big Bang 빅뱅 \| Made (Full) \| – \| \| 8. Januar 2017 – 14. Januar 2017 1 Woche \| 1 \| NCT 127 \| NCT #127 Limitless – The 2nd Mini Album \| – \| \| 15. Januar 2017 – 21. Januar 2017 1 Woche \| 1 \| Seohyun 서현 \| Don’t Say No – The 1st Mini Album \| – \| \| 22. Januar 2017 – 28. Januar 2017 1 Woche \| 1 \| Verschiedene Interpreten \| Dokkaebi (OST Pack) 도깨비 \| Die 16-teilige Fantasyserie um einen unsterblichen Dokkaebi, die eigentlich Guardian: The Lonely and Great God heißt, stellte mit der abschließenden Folge einen neuen Einschaltrekord im südkoreanischen Kabelfernsehen auf.[1] Verschiedene Lieder aus den einzelnen Folgen waren zuvor in den Singlecharts erfolgreich, darunter Ailees Nummer-eins-Hit, der Soundtrack erreichte nach Serienschluss Platz eins. \| \| 29. Januar 2017 – 4. Februar 2017 1 Woche \| 1 \| Red Velvet 레드벨벳 \| Rookie – The 4th Mini Album \| – \| \| 5. Februar 2017 – 11. Februar 2017 1 Woche \| 1 \| NCT Dream 엔시티 \| The First – The 1st Single Album \| – \| \| 12. Februar 2017 – 18. Februar 2017 1 Woche \| 1 \| BTS 방탄소년단 \| You Never Walk Alone \| – \| \| 19. Februar 2017 – 25. Februar 2017 1 Woche \| 1 \| Twice 트와이스 \| Twicecoaster: Lane 2 \| – \| \| 26. Februar 2017 – 4. März 2017 1 Woche \| 1 \| Taeyeon 태연 \| My Voice – The 1st Album \| – \| \| 5. März 2017 – 11. März 2017 1 Woche \| 1 \| GFriend 여자친구 \| The Awakening – The 4th Mini Album \| – \| \| 12. März 2017 – 18. März 2017 1 Woche (insgesamt 2) \| 2 \| Got7 여자친구 \| Flight Log: Arrival \| – \| \| 19. März 2017 – 25. März 2017 1 Woche \| 1 \| Highlight 하이라이트 \| Can You Feel It? \| – \| \| 26. März 2017 – 1. April 2017 1 Woche (insgesamt 2) \| 2 \| Got7 여자친구 \| Flight Log: Arrival \| – \| \| 2. April 2017 – 8. April 2017 1 Woche \| 1 \| Taeyeon 태연 \| My Voice – The 1st Album Deluxe Edition \| – \| \| 9. April 2017 – 15. April 2017 1 Woche \| 1 \| Teen Top 틴 탑 \| High Five \| – \| \| 16. April 2017 – 22. April 2017 1 Woche \| 1 \| Laboum 라붐 \| Miss This Kiss \| – \| \| 23. April 2017 – 29. April 2017 1 Woche \| 1 \| IU 아이유 \| Palette 팔레트 \| – \| \| 30. April 2017 – 6. Mai 2017 1 Woche \| 1 \| Lovelyz 러블리즈 \| Now, We (Lovelyz 2nd Album Repackage) 지금, 우리 \| – \| \| 7. Mai 2017 – 13. Mai 2017 1 Woche \| 1 \| Sechs Kies 젝스키스 \| The 20th Anniversary \| – \| \| 14. Mai 2017 – 20. Mai 2017 1 Woche \| 1 \| Twice \| Signal \| – \| \| 21. Mai 2017 – 27. Mai 2017 1 Woche (insgesamt 2) \| 2 \| Seventeen 세븐틴 \| Al1 – 4th Mini Album \| – \| \| 28. Mai 2017 – 3. Juni 2017 1 Woche \| 1 \| Astro 아스트로 \| Dream Part.01 \| – \| \| 4. Juni 2017 – 10. Juni 2017 1 Woche (insgesamt 2) \| 2 \| Seventeen 세븐틴 \| Al1 – 4th Mini Album \| – \| \| 11. Juni 2017 – 17. Juni 2017 1 Woche (insgesamt 2) \| 2 \| Hwang Chi-Yeul 황치열 \| Be Ordinary \| – \| \| 18. Juni 2017 – 24. Juni 2017 1 Woche \| 1 \| Monsta X 몬스타엑스 \| Shine Forever \| – \| \| 25. Juni 2017 – 1. Juli 2017 1 Woche \| 1 \| Apink 에이핑크 \| Pink Up \| – \| \| 2. Juli 2017 – 8. Juli 2017 1 Woche \| 1 \| Up10tion 업텐션 \| Star;dom \| – \| \| 9. Juli 2017 – 15. Juli 2017 1 Woche \| 1 \| Red Velvet 레드벨벳 \| The Red Summer – Summer Mini Album \| – \| \| 16. Juli 2017 – 5. August 2017 3 Wochen \| 3 \| Exo \| The War – The 4th Album (Korean Ver.) \| – \| \| 6. August 2017 – 26. August 2017 3 Wochen (insgesamt 2) \| 2 \| Wanna One 워너원 \| 1 × 1 = 1 (To Be One) \| – \| \| 27. August 2017 – 2. September 2017 1 Woche \| 1 \| VIXX LR 빅스LR \| Whisper – The 2nd Mini Album \| – \| \| 3. September 2017 – 16. September 2017 2 Wochen \| 2 \| Exo \| The War: The Power of Music – 4th Album Repackage (Korean Ver.) \| – \| \| 17. September 2017 – 23. September 2017 1 Woche (insgesamt 2) \| 2 \| BTS 방탄소년단 \| Love Yourself 承 ‘Her’ \| – \| \| 24. September 2017 – 30. September 2017 1 Woche \| 1 \| B1A4 \| Rollin’ \| – \| \| 8. Oktober 2017 – 14. Oktober 2017 1 Woche \| 1 \| Nu’est W 뉴이스트 W \| W, Here \| – \| \| 15. Oktober 2017 – 21. Oktober 2017 1 Woche (insgesamt 2) \| 2 \| BTS 방탄소년단 \| Love Yourself 承 ‘Her’ \| – \| \| 22. Oktober 2017 – 28. Oktober 2017 1 Woche (insgesamt 2) \| 2 \| Got7 갓세븐 \| 7 for 7 \| – \| \| 29. Oktober 2017 – 4. November 2017 1 Woche \| 1 \| Twice \| Twicetagram \| – \| \| 5. November 2017 – 11. November 2017 1 Woche \| 1 \| Seventeen 세븐틴 \| Teen, Age – 2nd Album \| – \| \| 12. November 2017 – 18. November 2017 1 Woche \| 1 \| Wanna One 워너원 \| 1 - 1 = 0 (Nothing Without You) \| – \| \| 19. November 2017 – 25. November 2017 1 Woche (insgesamt 2) \| 2 \| Hwang Chi-Yeul 황치열 \| Be Ordinary \| – \| \| 26. November 2017 – 2. Dezember 2017 1 Woche \| 1 \| Super Junior 슈퍼주니어 \| Play: Pause Ver. – The 8th Album \| – \| \| 3. Dezember 2017 – 9. Dezember 2017 1 Woche (insgesamt 2) \| 2 \| Got7 갓세븐 \| 7 for 7 \| – \| \| 10. Dezember 2017 – 16. Dezember 2017 1 Woche \| 1 \| Twice 트와이스 \| Merry & Happy \| – \| \| 17. Dezember 2017 – 23. Dezember 2017 1 Woche \| 1 \| Monsta X 몬스타엑스 \| The Code \| – \| \| 24. Dezember 2017 – 30. Dezember 2017 1 Woche \| 1 \| Exo \| Universe \| – \| |                                        |                                        |                                                                 | |
| ← 2016 |                                        |                                        |                                                                 | → 2018 → |
| Zeitraum | Wo. ges.                               | Interpret                              | Titel                                                           | Zusätzliche Informationen |
| (Zeitraum, Wochen auf Platz eins, Interpret, Titel, zusätzliche Informationen) |                                        |                                        |                                                                 | |
| 1. Januar 2017 – 7. Januar 2017 1 Woche | 1                                      | Big Bang 빅뱅                          | Made (Full)                                                     | – |
| 8. Januar 2017 – 14. Januar 2017 1 Woche | 1                                      | NCT 127                                | NCT #127 Limitless – The 2nd Mini Album                         | – |
| 15. Januar 2017 – 21. Januar 2017 1 Woche | 1                                      | Seohyun 서현                           | Don’t Say No – The 1st Mini Album                               | – |
| 22. Januar 2017 – 28. Januar 2017 1 Woche | 1                                      | Verschiedene Interpreten               | Dokkaebi (OST Pack) 도깨비                                      | Die 16-teilige Fantasyserie um einen unsterblichen Dokkaebi, die eigentlich Guardian: The Lonely and Great God heißt, stellte mit der abschließenden Folge einen neuen Einschaltrekord im südkoreanischen Kabelfernsehen auf. Verschiedene Lieder aus den einzelnen Folgen waren zuvor in den Singlecharts erfolgreich, darunter Ailees Nummer-eins-Hit, der Soundtrack erreichte nach Serienschluss Platz eins. |
| 29. Januar 2017 – 4. Februar 2017 1 Woche | 1                                      | Red Velvet 레드벨벳                    | Rookie – The 4th Mini Album                                     | – |
| 5. Februar 2017 – 11. Februar 2017 1 Woche | 1                                      | NCT Dream 엔시티                       | The First – The 1st Single Album                                | – |
| 12. Februar 2017 – 18. Februar 2017 1 Woche | 1                                      | BTS 방탄소년단                         | You Never Walk Alone                                            | – |
| 19. Februar 2017 – 25. Februar 2017 1 Woche | 1                                      | Twice 트와이스                         | Twicecoaster: Lane 2                                            | – |
| 26. Februar 2017 – 4. März 2017 1 Woche | 1                                      | Taeyeon 태연                           | My Voice – The 1st Album                                        | – |
| 5. März 2017 – 11. März 2017 1 Woche | 1                                      | GFriend 여자친구                       | The Awakening – The 4th Mini Album                              | – |
| 12. März 2017 – 18. März 2017 1 Woche (insgesamt 2) | 2                                      | Got7 여자친구                          | Flight Log: Arrival                                             | – |
| 19. März 2017 – 25. März 2017 1 Woche | 1                                      | Highlight 하이라이트                   | Can You Feel It?                                                | – |
| 26. März 2017 – 1. April 2017 1 Woche (insgesamt 2) | 2                                      | Got7 여자친구                          | Flight Log: Arrival                                             | – |
| 2. April 2017 – 8. April 2017 1 Woche | 1                                      | Taeyeon 태연                           | My Voice – The 1st Album Deluxe Edition                         | – |
| 9. April 2017 – 15. April 2017 1 Woche | 1                                      | Teen Top 틴 탑                         | High Five                                                       | – |
| 16. April 2017 – 22. April 2017 1 Woche | 1                                      | Laboum 라붐                            | Miss This Kiss                                                  | – |
| 23. April 2017 – 29. April 2017 1 Woche | 1                                      | IU 아이유                              | Palette 팔레트                                                  | – |
| 30. April 2017 – 6. Mai 2017 1 Woche | 1                                      | Lovelyz 러블리즈                       | Now, We (Lovelyz 2nd Album Repackage) 지금, 우리                | – |
| 7. Mai 2017 – 13. Mai 2017 1 Woche | 1                                      | Sechs Kies 젝스키스                    | The 20th Anniversary                                            | – |
| 14. Mai 2017 – 20. Mai 2017 1 Woche | 1                                      | Twice                                  | Signal                                                          | – |
| 21. Mai 2017 – 27. Mai 2017 1 Woche (insgesamt 2) | 2                                      | Seventeen 세븐틴                       | Al1 – 4th Mini Album                                            | – |
| 28. Mai 2017 – 3. Juni 2017 1 Woche | 1                                      | Astro 아스트로                         | Dream Part.01                                                   | – |
| 4. Juni 2017 – 10. Juni 2017 1 Woche (insgesamt 2) | 2                                      | Seventeen 세븐틴                       | Al1 – 4th Mini Album                                            | – |
| 11. Juni 2017 – 17. Juni 2017 1 Woche (insgesamt 2) | 2                                      | Hwang Chi-Yeul 황치열                  | Be Ordinary                                                     | – |
| 18. Juni 2017 – 24. Juni 2017 1 Woche | 1                                      | Monsta X 몬스타엑스                    | Shine Forever                                                   | – |
| 25. Juni 2017 – 1. Juli 2017 1 Woche | 1                                      | Apink 에이핑크                         | Pink Up                                                         | – |
| 2. Juli 2017 – 8. Juli 2017 1 Woche | 1                                      | Up10tion 업텐션                        | Star;dom                                                        | – |
| 9. Juli 2017 – 15. Juli 2017 1 Woche | 1                                      | Red Velvet 레드벨벳                    | The Red Summer – Summer Mini Album                              | – |
| 16. Juli 2017 – 5. August 2017 3 Wochen | 3                                      | Exo                                    | The War – The 4th Album (Korean Ver.)                           | – |
| 6. August 2017 – 26. August 2017 3 Wochen (insgesamt 2) | 2                                      | Wanna One 워너원                       | 1 × 1 = 1 (To Be One)                                           | – |
| 27. August 2017 – 2. September 2017 1 Woche | 1                                      | VIXX LR 빅스LR                         | Whisper – The 2nd Mini Album                                    | – |
| 3. September 2017 – 16. September 2017 2 Wochen | 2                                      | Exo                                    | The War: The Power of Music – 4th Album Repackage (Korean Ver.) | – |
| 17. September 2017 – 23. September 2017 1 Woche (insgesamt 2) | 2                                      | BTS 방탄소년단                         | Love Yourself 承 ‘Her’                                          | – |
| 24. September 2017 – 30. September 2017 1 Woche | 1                                      | B1A4                                   | Rollin’                                                         | – |
| 8. Oktober 2017 – 14. Oktober 2017 1 Woche | 1                                      | Nu’est W 뉴이스트 W                    | W, Here                                                         | – |
| 15. Oktober 2017 – 21. Oktober 2017 1 Woche (insgesamt 2) | 2                                      | BTS 방탄소년단                         | Love Yourself 承 ‘Her’                                          | – |
| 22. Oktober 2017 – 28. Oktober 2017 1 Woche (insgesamt 2) | 2                                      | Got7 갓세븐                            | 7 for 7                                                         | – |
| 29. Oktober 2017 – 4. November 2017 1 Woche | 1                                      | Twice                                  | Twicetagram                                                     | – |
| 5. November 2017 – 11. November 2017 1 Woche | 1                                      | Seventeen 세븐틴                       | Teen, Age – 2nd Album                                           | – |
| 12. November 2017 – 18. November 2017 1 Woche | 1                                      | Wanna One 워너원                       | 1 - 1 = 0 (Nothing Without You)                                 | – |
| 19. November 2017 – 25. November 2017 1 Woche (insgesamt 2) | 2                                      | Hwang Chi-Yeul 황치열                  | Be Ordinary                                                     | – |
| 26. November 2017 – 2. Dezember 2017 1 Woche | 1                                      | Super Junior 슈퍼주니어                | Play: Pause Ver. – The 8th Album                                | – |
| 3. Dezember 2017 – 9. Dezember 2017 1 Woche (insgesamt 2) | 2                                      | Got7 갓세븐                            | 7 for 7                                                         | – |
| 10. Dezember 2017 – 16. Dezember 2017 1 Woche | 1                                      | Twice 트와이스                         | Merry & Happy                                                   | – |
| 17. Dezember 2017 – 23. Dezember 2017 1 Woche | 1                                      | Monsta X 몬스타엑스                    | The Code                                                        | – |
| 24. Dezember 2017 – 30. Dezember 2017 1 Woche | 1                                      | Exo                                    | Universe                                                        | – |

## Jahreshitparaden
| ← 2016 ← | Liste der Nummer-eins-Hits in Südkorea | Liste der Nummer-eins-Hits in Südkorea | Liste der Nummer-eins-Hits in Südkorea | 2018 →   |
| \| Singles \| Position# \| Alben \| \| -------------------------------------------------------------------------------------------------------- \| --------- \| ------------------------------------- \| \| I Will Go to You Like the First Snow / 첫눈처럼 너에게 가겠다 Ailee Mina \| 1 \| Love Yourself 承 ‘Her’ BTS \| \| Through the Night / 밤편지 IU, Kim Je-hwi, Kim Hee-won \| 2 \| The War Exo \| \| Like It / 좋니 Yoon Jong-shin \| 3 \| Wings: You Never Walk Alone BTS \| \| Shape of You Ed Sheeran Ed Sheeran, Steve Mac, Johnny McDaid, Kandi Burruss, Tameka Cottle, Kevin Briggs \| 4 \| 1×1=1 (To Be One) Wanna One \| \| You, Clouds, Rain Heize feat. Shin Yong Jae \| 5 \| 1-1=0 (Nothing Without You) Wanna One \| \| Tell Me You Love Me Bolbbalgan4 \| 6 \| Universe Exo \| \| Palette / 팔레트 IU feat. G-Dragon IU, G-Dragon \| 7 \| The War: Power of Music Exo \| \| Knock Knock Twice \| 8 \| 7 for 7 Got7 \| \| Last Goodbye / 오랜 날 오랜 밤 Akdong Musician \| 9 \| Seventeen Teen, Age \| \| Really Really Winner \| 10 \| Flight Log: Arrival Got7 \| |                                        |                                        |                                        |          |
| ← 2016 |                                        |                                        |                                        | → 2018 → |
| Singles | Position#                              | Alben                                  |                                        |          |
| I Will Go to You Like the First Snow / 첫눈처럼 너에게 가겠다 Ailee Mina | 1                                      | Love Yourself 承 ‘Her’ BTS             |                                        |          |
| Through the Night / 밤편지 IU, Kim Je-hwi, Kim Hee-won | 2                                      | The War Exo                            |                                        |          |
| Like It / 좋니 Yoon Jong-shin | 3                                      | Wings: You Never Walk Alone BTS        |                                        |          |
| Shape of You Ed Sheeran Ed Sheeran, Steve Mac, Johnny McDaid, Kandi Burruss, Tameka Cottle, Kevin Briggs | 4                                      | 1×1=1 (To Be One) Wanna One            |                                        |          |
| You, Clouds, Rain Heize feat. Shin Yong Jae | 5                                      | 1-1=0 (Nothing Without You) Wanna One  |                                        |          |
| Tell Me You Love Me Bolbbalgan4 | 6                                      | Universe Exo                           |                                        |          |
| Palette / 팔레트 IU feat. G-Dragon IU, G-Dragon | 7                                      | The War: Power of Music Exo            |                                        |          |
| Knock Knock Twice | 8                                      | 7 for 7 Got7                           |                                        |          |
| Last Goodbye / 오랜 날 오랜 밤 Akdong Musician | 9                                      | Seventeen Teen, Age                    |                                        |          |
| Really Really Winner | 10                                     | Flight Log: Arrival Got7               |                                        |          |